# Котс (остров)
Котс (англ. Coats Island) — остров на севере Гудзонова залива, административно принадлежит региону Киваллик территории Нунавут, Канада.

## География
Площадь 5 498 км², остров занимает 107-е место по площади в мире и 24-е в Канаде. Длина береговой линии 385 км. Длина острова равна 127 км, максимальная ширина — 72 км. Остров Котс расположен в 71 километре к югу от крупного острова Саутгемптон, от которого он отделён проливами Фишер и Эванс. Немного меньший остров Мансел лежит в 115 км к востоку, а маленький, сильно вытянутый остров Бенкас (10 км в длину и один — в ширину) лежит в 3,2 км от северо-западного побережья. Крайняя северо-восточная точка — мыс Пемброк, крайняя юго-западная — мыс Саутгемптон.
Рельеф острова большей частью плоский, низменный, наивысшая точка острова (185 м над уровнем моря) находится на северном, скалистом берегу, между мысами Пемброк (Pembroke) и Префонтейн (Prefontaine). Северная часть острова сложена докембрийскими метаморфическими породами, южная — палеозойскими осадочными породами (известняк, песчаник). На юге преобладают заболоченные участки с вкраплениями мелких озёр. Большая (и безымянная) озёрная система находится в центре острова. На острове нет постоянных поселений. Он входит в состав района Киваллик провинции Нунавут.

## Животный мир
С 1920 года на острове находится заказник, местное поголовье северных оленей охраняется. Когда на соседнем острове Саутгемптон было истреблена популяция карибу, олени Котса использовались для её восстановления. На скалах северной части острова гнездятся короткоклювые кайры (около 30 тыс. особей). Там же и на близлежащих мелких островах обитают моржи.

## История
Остров получил своё название в честь Уильяма Котса (William Coats) — капитана Компании Гудзонова Залива. С 1727 по 1751 год он периодически посещал данную территорию. В 1860-х годах американскими китобоями, занимавшимися здесь промыслом, было подтверждено, что Котс является островом. С августа 1920 года по август 1924 года на острове находилась фактория Компании Гудзонова Залива. В то время там проживали насколько семей инуитов, некоторые из них приплыли туда на лодках с острова Баффинова земля.